# Edith Watsonová
Edith S. Watsonová (nepřechýleně Watson; 1861, East Windsor Hill, Connecticut – 1943, Florida) byla kanadská fotografka.

## Životopis
Studovala akvarel se svou sestrou Amelií Watsonovou a v roce 1890 vystudovala fotografii se svým strýcem, botanikem Serenem Watsonem. Do Kanady přišla v roce 1896 a následujících 35 letech fotografovala život lidí na venkově, často ženy, pracující po celé zemi. V roce 1922 Edith Watsonová a její partnerka Victoria Hayward publikovaly dílo Romantická Kanada (Romantic Canada) ilustrovanou reportáž z jejich cesty po Kanadě.

## Galerie

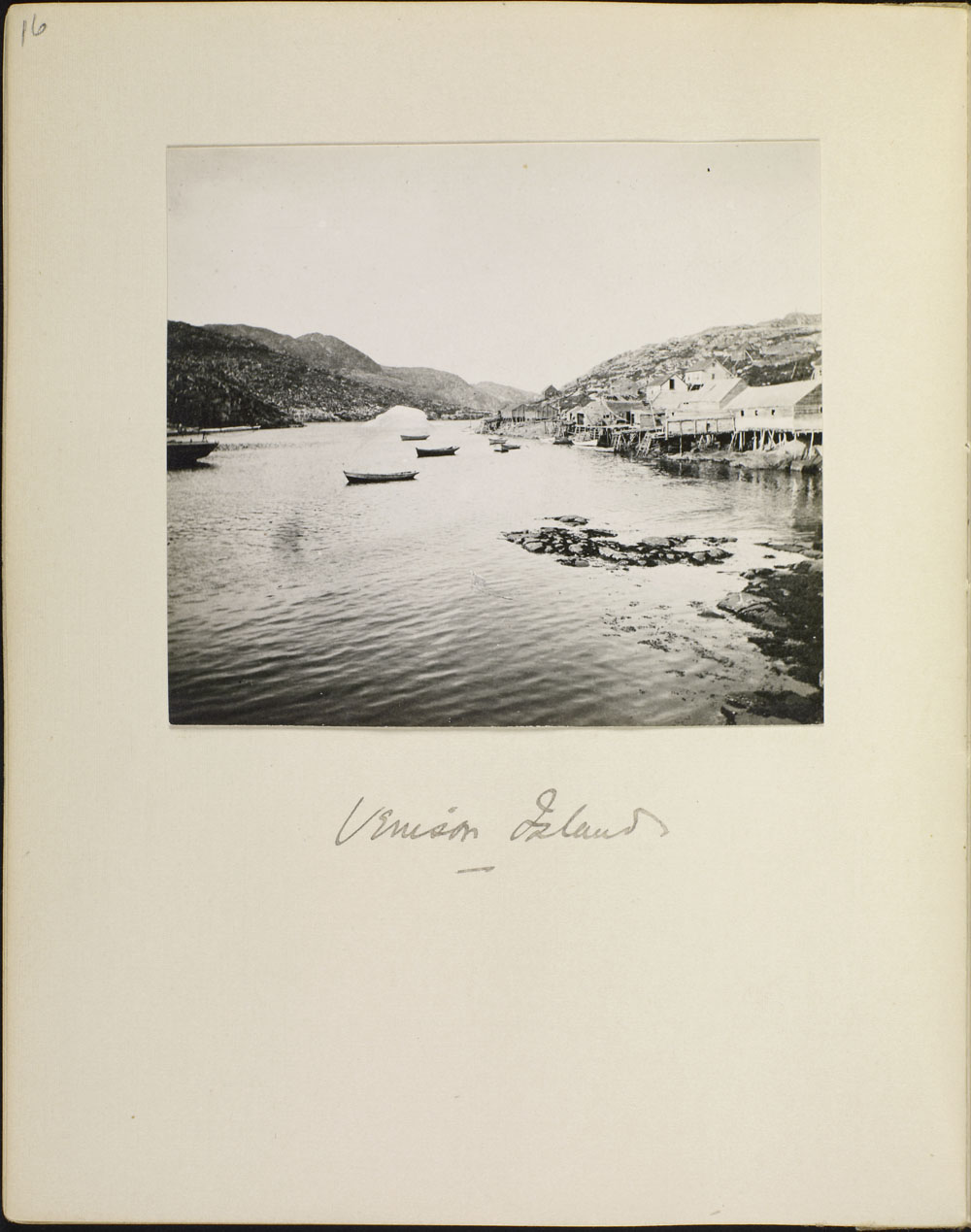
Ostrov Venison, 1913
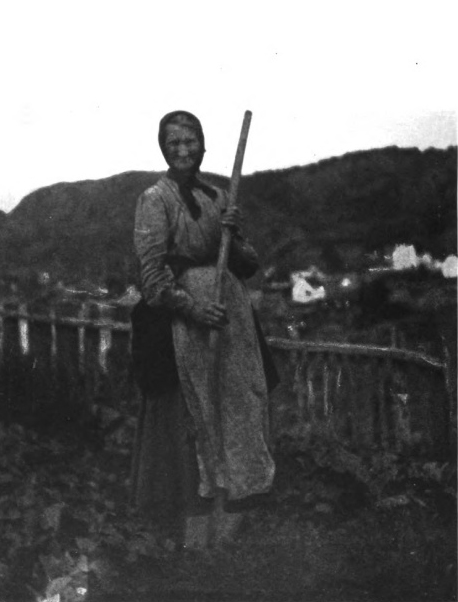
A Canadian gardener at the edge of a Cape Breton Village, 1917
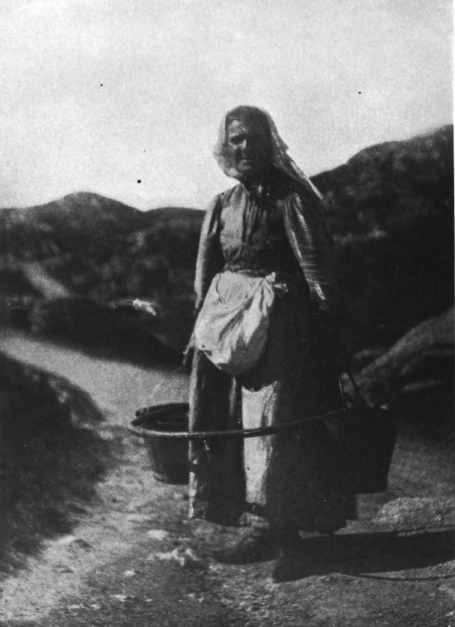
Along the shore at Cape Breton, Canada, 1917
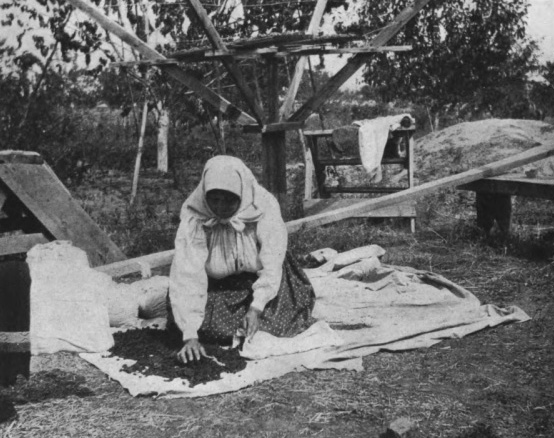
Dried berries being packed away for winter luxuries, 1918
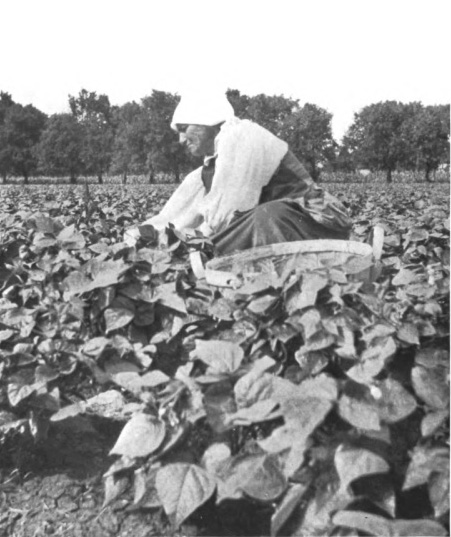
Weeding beans on a Dutch truck farm outside Winnipeg, Manitoba, 1918
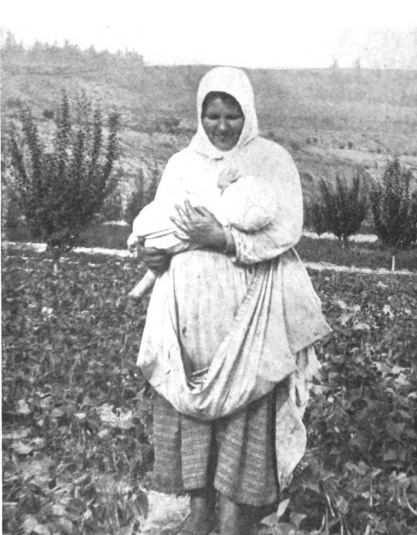
The Madonna of the Fields, 1919
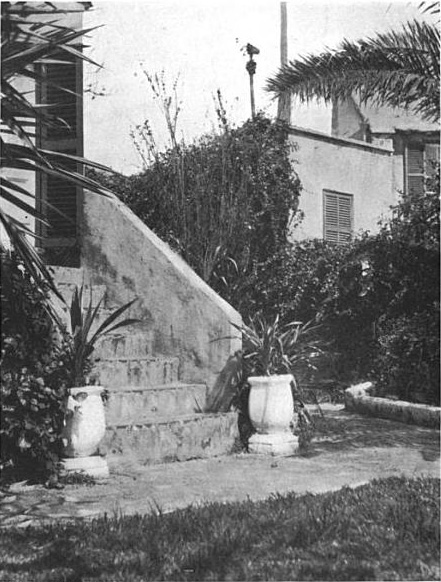
Bocaux à fleurs en corail sculpté, Bermudes